# Bufagina

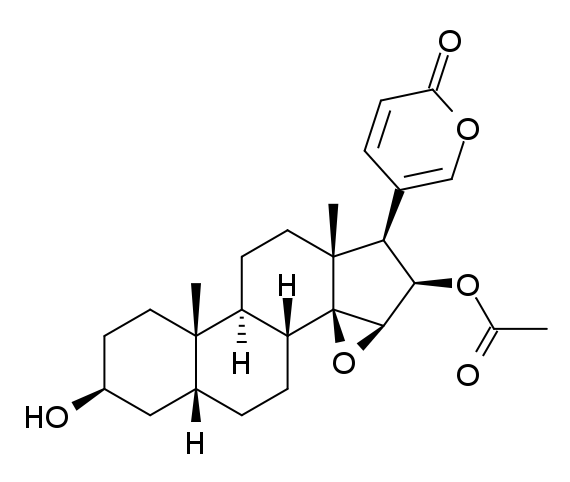
Molecola di cinobufagina, esempio di molecola appartenente alla categoria delle bufagine

Le bufagine, o bufogenine, sono delle sostanze velenose, appartenenti al gruppo degli steroidi, secrete dalle ghiandole cutanee di alcuni anfibi anuri, come il rospo delle canne. Assieme ad altre sostanze, quali la bufotenina e la serotonina, le bufagine sono dei costituenti principali della miscela fluida che costituisce la secrezione velenosa del rospo. Le bufagine hanno effetti a livello cardiocircolatorio analoghi a quelli da avvelenamento da digitale.